# Manfred von Ardenne
Manfred von Ardenne (Hamburgo, 20 de janeiro de 1907 — Dresden, 26 de maio de 1997) foi um físico e inventor alemão.
Von Ardenne obteve aproximadamente 600 patentes em campos incluindo microscopia eletrônica, tecnologia médica, tecnologia nuclear, física do plasma, tecnologia do rádio e tecnologia da televisão. De 1928 a 1945 foi diretor do laboratório de pesquisas privado Forschungslaboratorium für Elektronenphysik. Durante dez anos após a Segunda Guerra Mundial trabalhou na União Soviética no projeto da bomba atômica soviética, tendo recebido um Prêmio Stalin. Após retornar à Alemanha fundou o laboratório privado Forschungsinstitut Manfred von Ardenne.

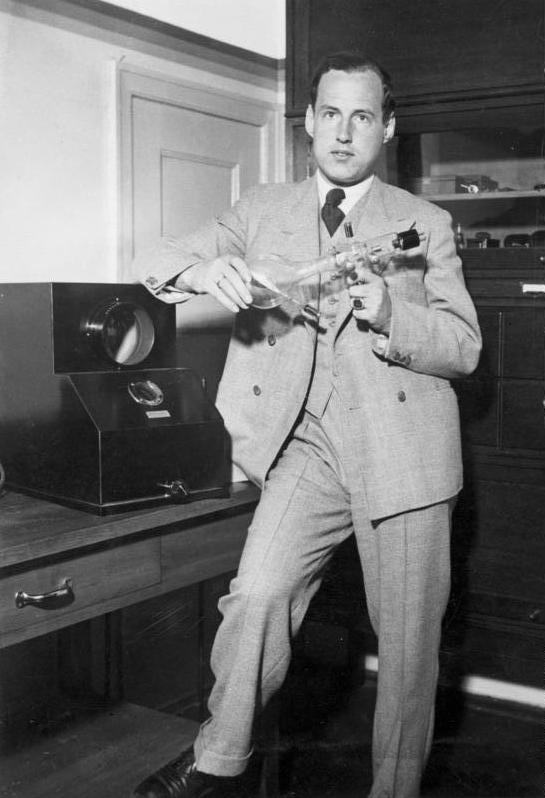
Ardenne em 1933

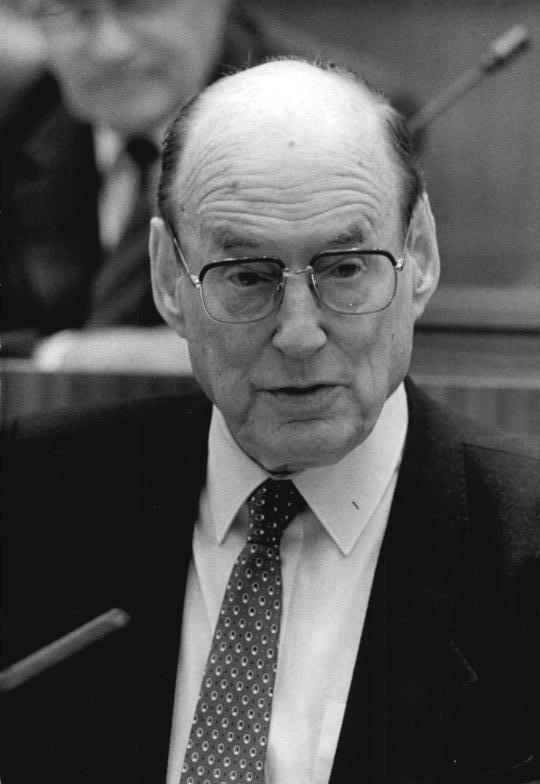
Ardenne palestra na Volkskammer (1986)

Na época de sua morte Ardenne tinha c. de 600 patentes.

## Livros
- Manfred von Ardenne  Tabellen der Elektronenphysik, Ionenphysik und Übermikroskopie. Bd. 1. Hauptgebiete (VEB Dt. Verl. d. Wissenschaften, 1956)
- Manfred von Ardenne Tabellen zur angewandten Kernphysik (Dt. Verl. d. Wissensch., 1956)
- Manfred von Ardenne Eine glückliche Jugend im Zeichen der Technik (Kinderbuchverl., 1962)
- Manfred von Ardenne Eine glückliche Jugend im Zeichen der Technik (Urania-Verl.,  1965)
- Manfred von Ardenne Ein glückliches Leben für Technik und Forschung (Suhrkamp Verlag KG, 1982)
- Manfred von Ardenne Sauerstoff- Mehrschritt- Therapie. Physiologische und technische Grundlagen (Thieme, 1987)
- Manfred von Ardenne Sechzig Jahre für Forschung und Fortschritt. Autobiographie (Verlag der Nation, 1987)
- Manfred von Ardenne  Mein Leben für Forschung und Fortschritt (Ullstein, 1987)
- Siegfried Reball, Manfred von Ardenne, and Gerhard Musiol Effekte der Physik und ihre Anwendungen (Deutscher Verlag, 1989)
- Manfred von Ardenne, Gerhard Musiol, and Siegfried Reball Effekte der Physik und ihre Anwendungen (Deutsch, 1990)
- Manfred von Ardenne Die Erinnerungen (Herbig Verlag, 1990)
- Manfred von Ardenne Fernsehempfang: Bau und Betrieb einer Anlage zur Aufnahme des Ultrakurzwellen-Fernsehrundfunks mit Braunscher Röhre (Weidmannsche, 1992)
- Manfred von Ardenne Wegweisungen eines vom Optimismus geleiteten Lebens: Sammlung von Hinweisen, Lebenserfahrungen, Erkenntnissen, Aussprüchen und Aphorismen über sieben der Forschung gewidmeten Jahrzehnte (Verlag Kritische Wissensch., 1996)
- Manfred von Ardenne Erinnerungen, fortgeschrieben (Droste, 1997)
- Manfred von Ardenne, Alexander von Ardenne, and Christian Hecht Systemische Krebs-Mehrschritt-Therapie (Hippokrates, 1997)
- Manfred von Ardenne Gesundheit durch Sauerstoff- Mehrschritt- Therapie (Nymphenburger, 1998)
- Manfred von Ardenne Wo hilft Sauerstoff-Mehrschritt-Therapie? (Urban & Fischer Verlag, 1999)
- Manfred von Ardenne Arbeiten zur Elektronik. 1930, 1931, 1937, 1961, 1968 (Deutsch, 2001)
- Manfred von Ardenne Die physikalischen Grundlagen der Rundfunkanlagen (Funk Verlag, 2002)
- Manfred von Ardenne and Manfred Lotsch Ich bin ihnen begegnet (Droste, 2002)
- Manfred von Ardenne Des Funkbastlers erprobte Schaltungen: Reprint der Originalausgabe von 1926 (Funk Verlag, 2003)
- Manfred von Ardenne, Gerhard Musiol, and Siegfried Reball Effekte der Physik und ihre Anwendungen (Deutsch, 2003)
- Manfred von Ardenne Empfang auf kurzen Wellen - Möglichkeiten, Schaltungen und praktische Winke: Reprint der Originalausgabe von 1928 (Funk Verlag, 2005)
- Manfred von Ardenne, Gerhard Musiol, and Siegfried Reball Effekte der Physik und ihre Anwendungen (Deutsch, 2005)
- Manfred von Ardenne and Kurt Borchardt (editors) Handbuch der Funktechnik und ihrer Grenzgebiete (Franckh)